# Bromato

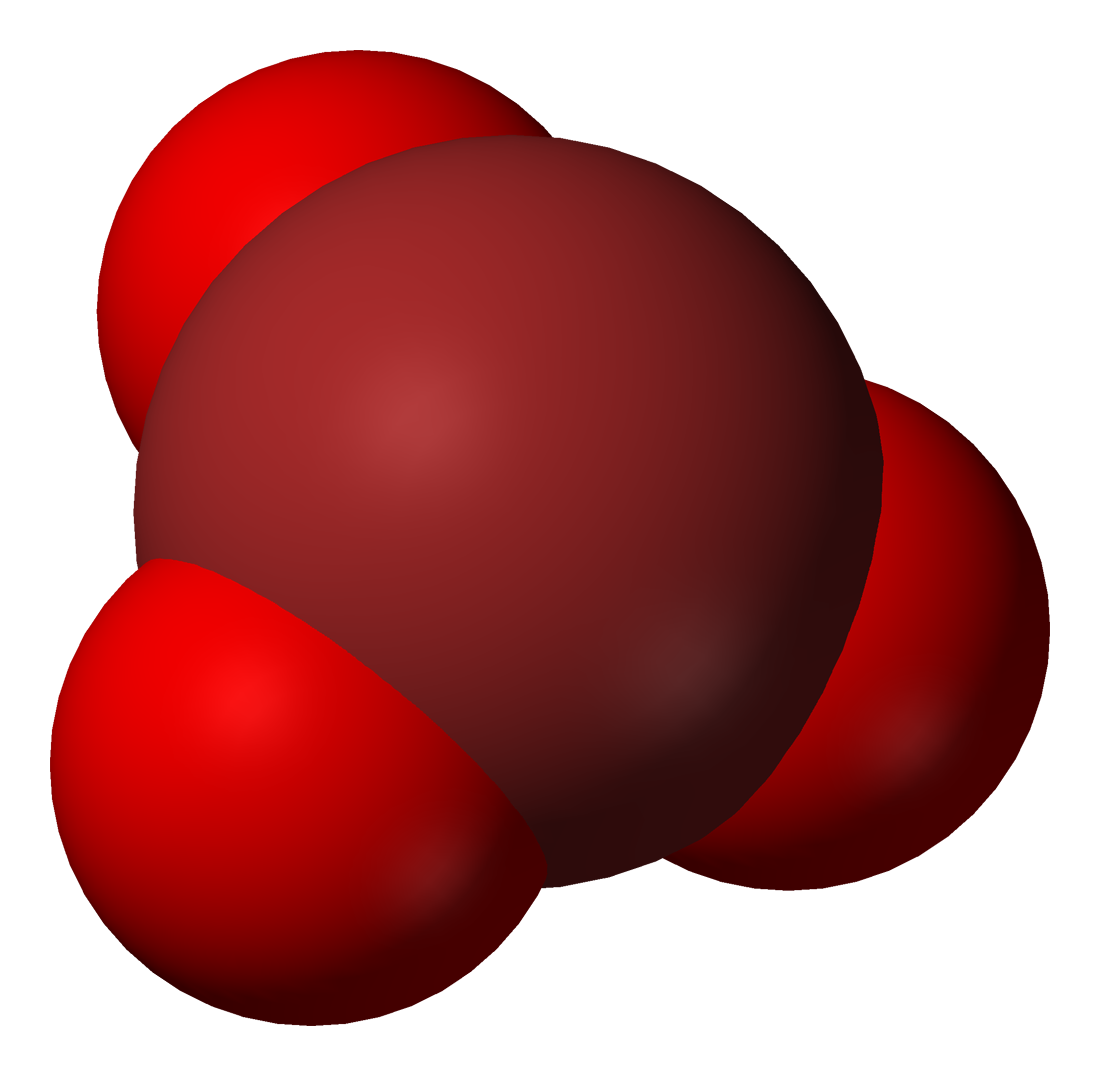
Um modelo espacial do ânion bromato.

O ânion bromato, BrO3-, é um oxiânion baseado em bromo. Um bromato é um composto químico que contém este íon. Exemplos de bromatos incluem bromato de sódio (NaBrO3) e bromato de potássio (KBrO3).
Bromatos são formados quando o ozônio e o íon brometo reagem de acordo com a seguinte reação simplificada:
Br- + O3 → BrO3-
Bromato é também formado em processos eletroquímicos, tal como a formação de íon hipoclorito usado em processos de tratamento de água, quando o íon brometo está presente. Adicionalmente o íon bromato é produzido quando dióxido de cloro é usado em água, o íon brometo está presente, e a água é exposta a luz do sol.
Esta reação ocorre em sistemas de água onde o brometo está dissolvido e o ozônio é usado para desinfetar a água, especialmente sob altas pressões. Esta reação é indesejável porque o bromato é suspeito de ser um agente carcinogênico.  A presença dele em Coca Cola de Dasani forou a um recall deste produto no Reino Unido. Propostas para reduzir a formação de bromato incluem a exposição dos tanques dos sistemas a atmosfera, baixando o pH para entre 5.9 - 6.3, e limitando as doses de ozônio.

## Obtenção
Em laboratórios bromatos podem ser sintetizados por dissolução de Br2 em solução concentrada de hidróxido de potássio (KOH). As seguintes reações ocorrem:
Br2 + 2 OH- → - + BrO- + H2O
3 BrO- → BrO3- + 2 Br-